# Exochomus townsendi
Exochomus townsendi är en skalbaggsart som beskrevs av Thomas Casey 1908. Exochomus townsendi ingår i släktet Exochomus och familjen nyckelpigor. Inga underarter finns listade i Catalogue of Life.